# Mistrzostwa Świata w Hokeju na Trawie Kobiet 2010
12. Mistrzostwa świata w hokeju na trawie kobiet odbyły się w dniach 29 sierpnia - 11 września 2010 w Rosario, w Argentynie.
Złoty medal mistrzostw zdobyła reprezentacja gospodyń, Argentyna, wygrywając mistrzostwo świata po raz drugi (poprzednio w 2002 roku). W finałowym pojedynku Argentynki zwyciężyły obrończynie tytułu Holenderki 3:1. Reprezentacja Polski nie wystąpi (nie zdobyła prawa startu w eliminacjach do mistrzostw).

## Uczestnicy
- Anglia
- Argentyna
- Australia
- Chiny
- Hiszpania
- Holandia
- Indie
- Japonia
- Korea Południowa
- Niemcy
- Nowa Zelandia
- Republika Południowej Afryki

## Wyniki

### Faza grupowa

#### Grupa A
| Data - Czas lokalny (UTC -03:00) |               |               | Wynik |
| -------------------------------- | ------------- | ------------- | ----- |
| 30 sierpnia – 14:30              | Holandia      | Indie         | 7:1   |
| 30 sierpnia – 17:00              | Niemcy        | Nowa Zelandia | 2:0   |
| 30 sierpnia – 19:30              | Australia     | Japonia       | 2:1   |
| 1 września – 14:30               | Australia     | Indie         | 6:3   |
| 1 września – 17:00               | Holandia      | Nowa Zelandia | 7:3   |
| 1 września – 19:30               | Niemcy        | Japonia       | 2:1   |
| 3 września – 16:30               | Niemcy        | Indie         | 4:1   |
| 3 września – 19:00               | Holandia      | Australia     | 4:1   |
| 3 września – 21:30               | Japonia       | Nowa Zelandia | 2:2   |
| 5 września – 14:30               | Indie         | Japonia       | 2:0   |
| 5 września – 17:00               | Holandia      | Niemcy        | 2:1   |
| 5 września – 19:30               | Australia     | Nowa Zelandia | 4:1   |
| 7 września – 14:30               | Nowa Zelandia | Indie         | 3:0   |
| 7 września – 17:00               | Holandia      | Japonia       | 5:2   |
| 7 września – 19:30               | Niemcy        | Australia     | 1:0   |

Tabela
| Miejsce | Kraj          | Gry | Bramki | Punkty |
| ------- | ------------- | --- | ------ | ------ |
| 1       | Holandia      | 5   | 25:8   | 15     |
| 2       | Niemcy        | 5   | 10:4   | 12     |
| 3       | Australia     | 5   | 13:10  | 9      |
| 4       | Nowa Zelandia | 5   | 9:15   | 4      |
| 5       | Indie         | 5   | 7:20   | 3      |
| 6       | Japonia       | 5   | 6:13   | 1      |

#### Grupa B
| Data - Czas lokalny (UTC +05:30) |                   |                   | Wynik |
| -------------------------------- | ----------------- | ----------------- | ----- |
| 29 sierpnia – 14:30              | Korea Południowa  | Chiny             | 2:1   |
| 29 sierpnia – 17:00              | Anglia            | Hiszpania         | 3:2   |
| 29 sierpnia – 19:30              | Argentyna         | Południowa Afryka | 5:2   |
| 31 sierpnia – 14:30              | Anglia            | Chiny             | 1:0   |
| 31 sierpnia – 17:00              | Południowa Afryka | Hiszpania         | 2:1   |
| 31 sierpnia – 19:30              | Argentyna         | Korea Południowa  | 1:0   |
| 3 września – 9:00                | Chiny             | Południowa Afryka | 4:1   |
| 3 września – 11:30               | Anglia            | Korea Południowa  | 1:1   |
| 3 września – 14:00               | Argentyna         | Hiszpania         | 4:0   |
| 4 września – 14:30               | Anglia            | Południowa Afryka | 2:1   |
| 4 września – 17:00               | Korea Południowa  | Hiszpania         | 2:2   |
| 4 września – 19:30               | Argentyna         | Chiny             | 2:0   |
| 6 września – 14:30               | Chiny             | Hiszpania         | 6:0   |
| 6 września – 17:00               | Korea Południowa  | Południowa Afryka | 5:3   |
| 6 września – 19:30               | Argentyna         | Anglia            | 2:0   |

Tabela
| Miejsce | Kraj              | Gry | Bramki | Punkty |
| ------- | ----------------- | --- | ------ | ------ |
| 1       | Argentyna         | 5   | 14:2   | 15     |
| 2       | Anglia            | 5   | 7:6    | 10     |
| 3       | Korea Południowa  | 5   | 10:8   | 8      |
| 4       | Chiny             | 5   | 11:6   | 6      |
| 5       | Południowa Afryka | 5   | 9:17   | 3      |
| 6       | Hiszpania         | 5   | 5:17   | 1      |

### Faza zasadnicza

#### Mecz o 11. miejsce
| Data - Czas lokalny (UTC -03:00) |         |           | Wynik |
| -------------------------------- | ------- | --------- | ----- |
| 9 września – 13:30               | Japonia | Hiszpania | 2:1   |

#### Mecz o 9. miejsce
| Data - Czas lokalny (UTC -03:00) |       |                   | Wynik |
| -------------------------------- | ----- | ----------------- | ----- |
| 10 września – 13:30              | Indie | Południowa Afryka | 4:3   |

#### Mecz o 7. miejsce
| Data - Czas lokalny (UTC -03:00) |               |       | Wynik |
| -------------------------------- | ------------- | ----- | ----- |
| 10 września – 16:00              | Nowa Zelandia | Chiny | 3:0   |

#### Mecz o 5. miejsce
| Data - Czas lokalny (UTC -03:00) |           |                  | Wynik |
| -------------------------------- | --------- | ---------------- | ----- |
| 10 września – 19:30              | Australia | Korea Południowa | 2:1   |

#### Półfinały
| Data - Czas lokalny (UTC -03:00) |           |        | Wynik           |
| -------------------------------- | --------- | ------ | --------------- |
| 9 września – 16:30               | Holandia  | Anglia | 1:1 p.d. 4:3 k. |
| 9 września – 19:30               | Argentyna | Niemcy | 2:1             |

#### Mecz o 3. miejsce
| Data - Czas lokalny (UTC -03:00) |        |        | Wynik |
| -------------------------------- | ------ | ------ | ----- |
| 11 września – 16:30              | Anglia | Niemcy | 2:0   |

#### Finał
| Data - Czas lokalny (UTC -03:00) |           |          | Wynik |
| -------------------------------- | --------- | -------- | ----- |
| 11 września – 19:30              | Argentyna | Holandia | 3:1   |

### Końcowa kolejność
| Poz. | Państwo                      |
| ---- | ---------------------------- |
|      | Argentyna                    |
|      | Holandia                     |
|      | Anglia                       |
| 4    | Niemcy                       |
| 5    | Australia                    |
| 6    | Korea Południowa             |
| 7    | Nowa Zelandia                |
| 8    | Chiny                        |
| 9    | Indie                        |
| 10   | Republika Południowej Afryki |
| 11   | Japonia                      |
| 12   | Hiszpania                    |